# Yakovlev Yak-45
Yakovlev Yak-45 là tên định danh cho một loạt các nghiên cứu thiết kế trong giai đoạn 1973-1974 về một loại máy bay tiêm kích một chỗ. Nhưng nó đã thua MiG-29.

## Máy bay tương đương
- MiG-29
- Saab Viggen